# أورفيل زيمرمان
أورفيل زيمرمان (بالإنجليزية: Orville Zimmerman)‏ هو مدير مدرسة ومحامي أمريكي، ولد في 31 ديسمبر 1880 في مقاطعة بولينغر في الولايات المتحدة، وتوفي في 7 أبريل 1948 في واشنطن العاصمة في الولايات المتحدة.